# Kirkaldyus longipes
Kirkaldyus longipes är en insektsart som beskrevs av Sigfrid Ingrisch 1998. Kirkaldyus longipes ingår i släktet Kirkaldyus och familjen vårtbitare. Inga underarter finns listade i Catalogue of Life.